# Joseph Friedrich Nicolaus Bornmüller
Joseph Friedrich Nicolaus Bornmüller, född den 6 februari 1862 i Hildburghausen, död den 19 december 1948 i Weimar, var en tysk botaniker.
Bornmüller studerade hortikultur i Potsdam och reste 1886 till Balkanhalvön och Grekland på sin första botaniska expedition. Mellan 1887 och 1888 arbetade han vid botaniska trädgården i Belgrad och utförde därefter botaniska studier i Mellanöstern, Anatolien och Nordafrika, samt besökte även Grekland, Madeira och Kanarieöarna. 1903 efterträdde han Heinrich Carl Haussknecht som kurator för Haussknecht Herbarium i Weimar och blev kvar där till 1938. 1918 blev Bornmüller hedersprofessor vid Jenas universitet. Han har fått släktet Bornmuellerantha uppkallat efter sig.
Auktorsnamnet Bornm. kan användas för Joseph Friedrich Nicolaus Bornmüller i samband med ett vetenskapligt namn inom botaniken; se Wikipediaartiklar som länkar till auktorsnamnet.